# Lightning (spelfigur)
Lightning är en påhittad figur i dataspelsserien Final Fantasy utvecklad och utgiven av Square Enix. Hon skapades av Motumu Toriyama och designades av Tetsuya Nomura. I den engelska versionen av spelet görs hennes röst av Ali Hillis. Lightning är en av huvudpersonerna i Final Fantasy XIII och är en viktig del av storyn i Final Fantasy XIII-2.